# Chicago Bulls 1988-1989
La stagione 1988-89 dei Chicago Bulls fu la 23ª nella NBA per la franchigia.
I Chicago Bulls arrivarono quinti nella Central Division della Eastern Conference con un record di 47-35. Nei play-off vinsero il primo turno con i Cleveland Cavaliers (3-2), la semifinale di conference con i New York Knicks (4-2), perdendo poi la finale di conference con i Detroit Pistons (4-2).

## Roster
| N° | Naz.                   | Ruolo | Sportivo         | Anno | Alt. | Peso |
| -- | ---------------------- | ----- | ---------------- | ---- | ---- | ---- |
| 4  | Stati Uniti (bandiera) | G     | John Paxson      | 1960 | 188  | 84   |
| 6  | Stati Uniti (bandiera) | AC    | Brad Sellers     | 1962 | 213  | 95   |
| 11 | Stati Uniti (bandiera) | G     | Sam Vincent      | 1963 | 188  | 84   |
| 12 | Stati Uniti (bandiera) | G     | Dominic Pressley | 1964 | 188  | 77   |
| 14 | Stati Uniti (bandiera) | G     | Craig Hodges     | 1960 | 188  | 86   |
| 15 | Stati Uniti (bandiera) | AC    | Jack Haley       | 1964 | 208  | 109  |
| 22 | Stati Uniti (bandiera) | A     | Charles Davis    | 1958 | 201  | 98   |
| 22 | Stati Uniti (bandiera) | GA    | Anthony Jones    | 1962 | 198  | 88   |
| 23 | Stati Uniti (bandiera) | G     | Michael Jordan   | 1963 | 198  | 88   |
| 24 | Stati Uniti (bandiera) | C     | Bill Cartwright  | 1957 | 216  | 111  |
| 32 | Stati Uniti (bandiera) | C     | Will Perdue      | 1965 | 213  | 109  |
| 33 | Stati Uniti (bandiera) | GA    | Scottie Pippen   | 1965 | 203  | 95   |
| 34 | Stati Uniti (bandiera) | A     | David Wood       | 1964 | 206  | 103  |
| 40 | Stati Uniti (bandiera) | C     | Dave Corzine     | 1956 | 211  | 113  |
| 45 | Stati Uniti (bandiera) | A     | Ed Nealy         | 1960 | 201  | 108  |
| 54 | Stati Uniti (bandiera) | AC    | Horace Grant     | 1965 | 208  | 98   |

## Staff tecnico
- Allenatore: Doug Collins
- Vice-allenatori: Johnny Bach, Phil Jackson, Tex Winter
- Preparatore atletico: Mark Pfeil